# Zoo d'Odessa
Le zoo d'Odessa  est une institution de recherche, de protection et culturelle ukrainienne. Il est classé (numéro : 51-101-5021) au Registre national des monuments immeubles d'Ukraine depuis 1983.
Il a été créé en 1922 sur une partie du parc du Palais Vorontsov, Boulevard Primorsky.

## Histoire
La première mention du zoo d'Odessa remonte à 1889, à l'occasion du 100e anniversaire de la ville, lorsqu'une ébauche du plan a été créée. En raison des retards causés par la Première Guerre mondiale et la guerre d'indépendance ukrainienne, la construction du zoo sur le boulevard Prymorskyi n'a pas commencé avant 1922. En décembre 1927, trois projets ont été acceptés comme base de construction du zoo. Le zoo a ouvert aux visiteurs en 1938. Au zoo abritait une pépinière unique d'espèces rares d'oiseaux de proie et de hiboux du sud de l'Ukraine, où les poussins sont préparés à la vie et plus tard relâchés dans la nature sauvage. Pour les jeunes amoureux de la nature, le zoo accueille régulièrement des festivals thématiques, où vous pouvez passer votre temps à vous amuser et à profiter. Chaque année, de nombreux petits d'animaux rares naissent au zoo. Cela est devenu possible grâce au travail actif sur un ensemble complet de paires, l'alimentation complète et l'entretien confortable des animaux de compagnie.
En mai 2013, le zoo d'Odessa a été accepté dans les rangs de l'Association régionale eurasienne des zoos et aquariums.

## Galerie

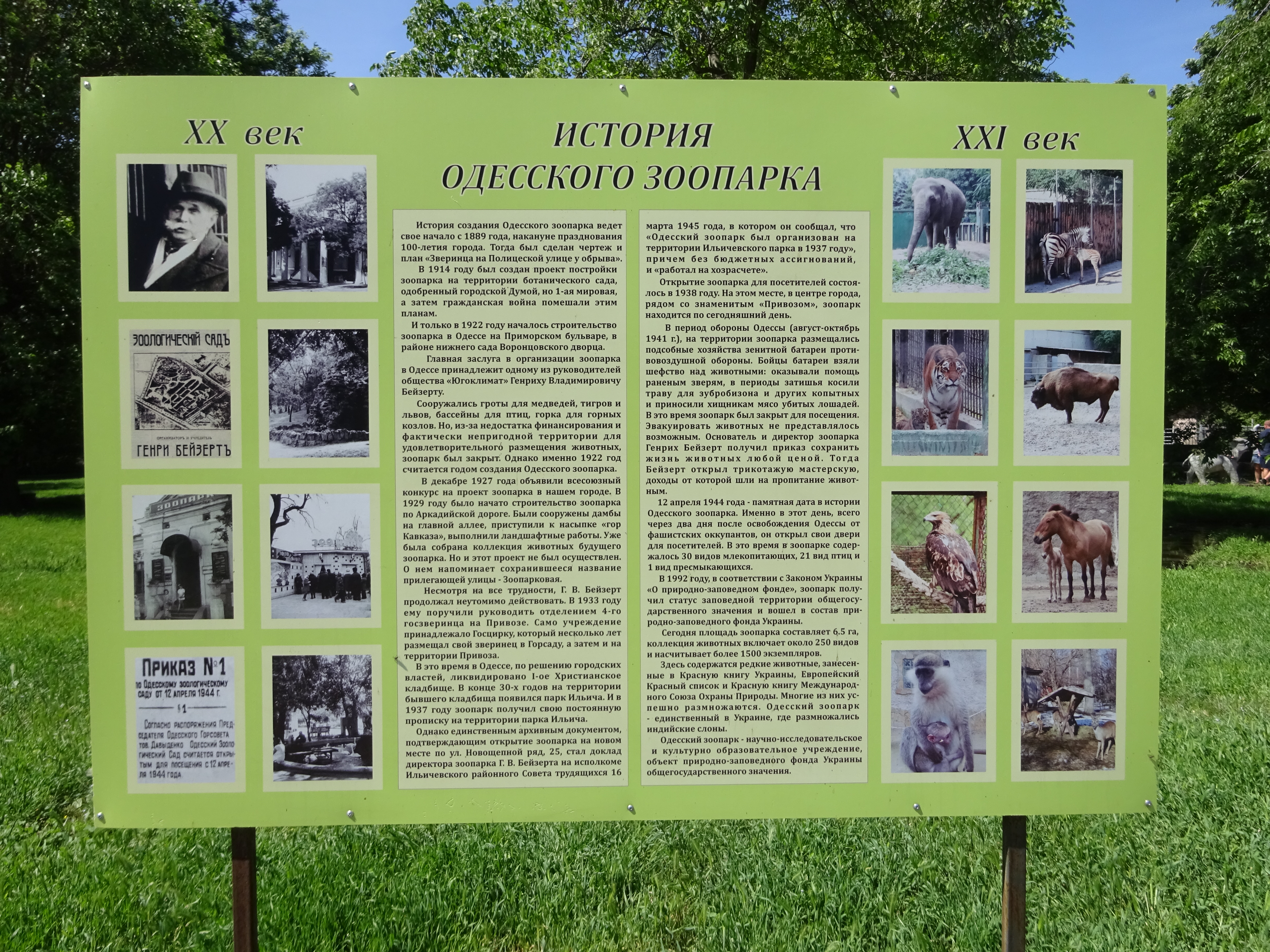
Signalétique.
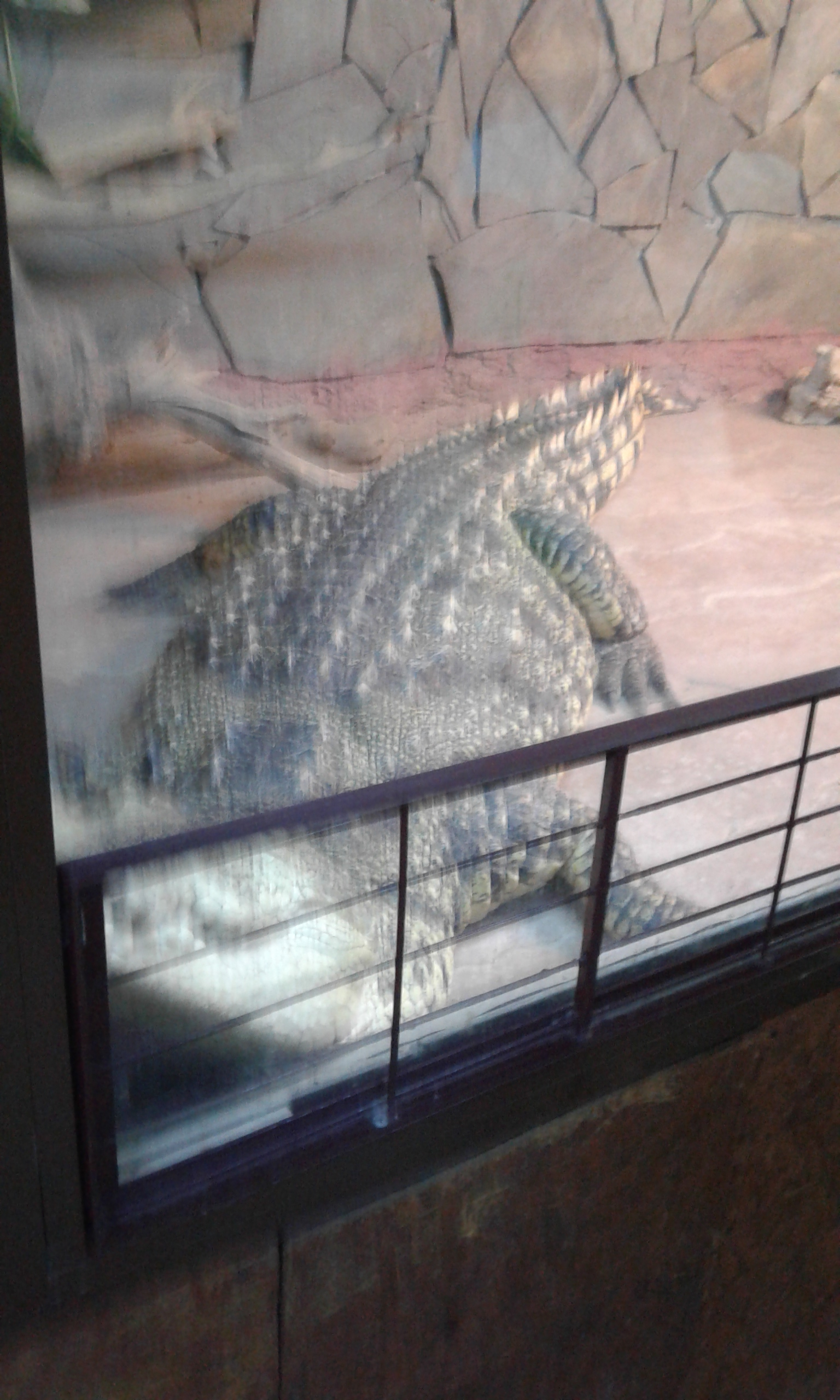
Crocodile.
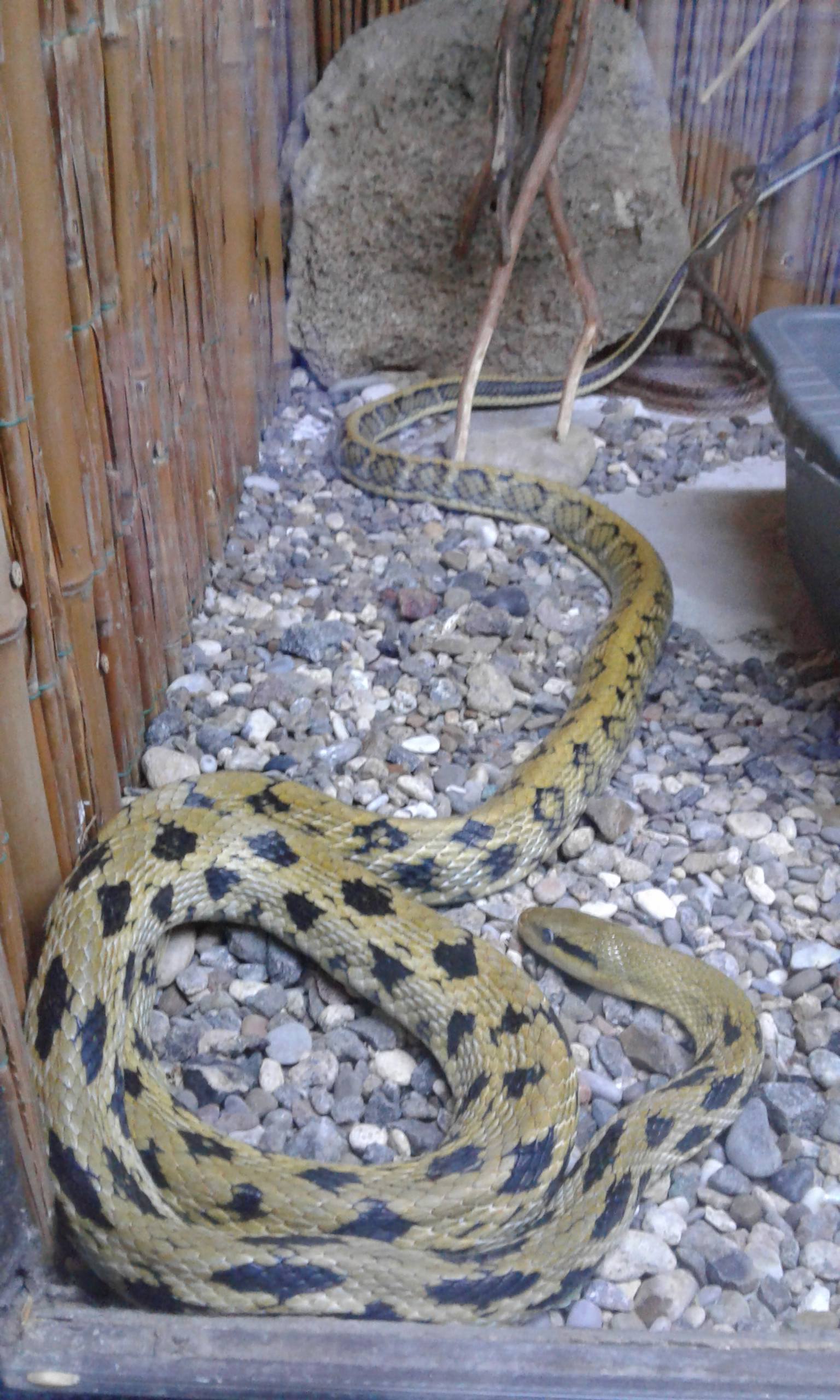
Serpent.
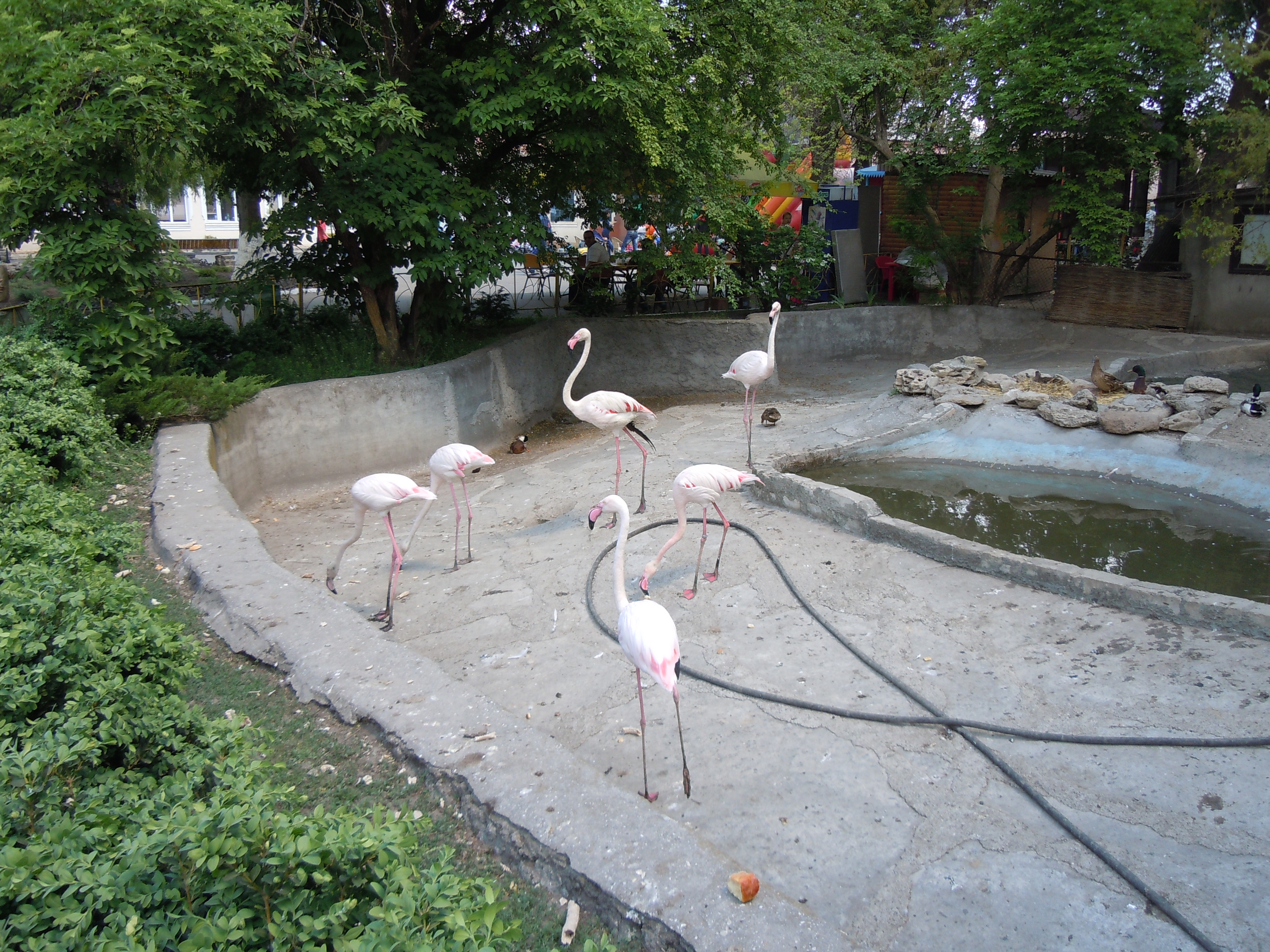
Flamants roses.